# Sabor a ti
 (février 2019).
Si vous disposez d'ouvrages ou d'articles de référence ou si vous connaissez des sites web de qualité traitant du thème abordé ici, merci de compléter l'article en donnant les références utiles à sa vérifiabilité et en les liant à la section « Notes et références ».
Sabor a ti (Destins croisés) est une telenovela vénézuélienne écrite et produite par Ligia Lezama et Benilde Ávila pour Venevisión.
Elle est diffusée entre le 24 août 2004 et le 15 février 2005 sur Venevisión.
Elle est diffusée sur la chaîne Passions TV.

## Synopsis
Leonardo Lombardi est un ingénieur talentueux qui revient d’un voyage d’affaires pour retrouver sa femme bien-aimée, Raiza au lit avec son meilleur ami, Federico. Cela brise le cœur de Leonardo, le faisant devenir un homme amer qui se méfie des femmes.
Pendant ce temps, Miranda est une étudiante en médecine qui est obligée d'abandonner ses études de pédiatre afin d'aider sa famille en proie à des problèmes économiques, au point d'être sur le point de les expulser du bâtiment où ils se trouvent. C'est par cette voie qu'elle fait la connaissance de Leonardo, dont la riche famille est propriétaire du bâtiment où habite Miranda. Leonardo propose à Miranda un travail dans sa maison en tant que gardienne de ses deux enfants et de son grand-père malade.
La vie de Miranda au manoir des Lombardi devient difficile car elle doit faire face à l'amertume de Leonardo, à la cruauté de Fabiana, sa belle-sœur, et aux insultes de Raiza, qui retourne dans son domicile conjugal pour manipuler Leonardo en utilisant les problèmes émotionnels de leur fille afin d'essayer de le reconquérir. Le seul soutien et les bons soins qu'elle reçoit pendant son séjour au palais proviennent de Salvador, le grand-père de Leonardo et de ses deux enfants, Carlitos et Karina. Après un moment, Leonardo commence à tomber amoureux de Miranda après avoir vu sa nature douce et bienveillante. Cependant, pour qu’ils soient heureux, ils devront faire face à la colère de Raiza qui voit dans Miranda un obstacle à la reconquête de son ancien bonheur.

## Distribution
- Ana Karina Manco : Miranda Valladares
- Miguel de León : Leonardo Lombardi
- Astrid Carolina Herrera : Raiza Alarcón de Lombardi
- Guillermo Pérez : Darío Antonetti
- Gigi Zanchetta : Sonia Fernández
- Juan Carlos Vivas : Federico Carvajal
- Adrián Delgado : Manolo Martínez
- Eduardo Luna : Germán Estévez
- Julio Alcázar : Raimundo Lombardi
- Eva Blanco : Elva "Elvita" Montiel de Valladares
- Rafael Romero : José "Cheo" Pacheco
- Gerardo Soto : Alejandro Ferrer
- Romelia Agüero : Pinzon
- Kassandra Tepper : Claudia
- Chelo Rodríguez : Jimena
- Metzli Gallardo :
- Gabriela Guédez : Cundiamor
- Amilcar Rivero : Gregory Walker
- Judith Vázquez : Rita, la secrétaire
- Francisco Ferrari : Père Agustín
- José Oliva : Máximo, le chauffeur de Lomabrdi
- Sonia Villamizar : Fabiana Alarcón
- Umberto Buonocuore : Salvador Lombardi
- Milena Santander : Chela
- Rosalinda Serfaty : Andreína
- Reina Hinojosa : Eloísa Lombardi
- Estelin Betancor : Teresa de Antonetti
- Verónica Ortíz : Yajaira Martínez
- Reinaldo José Pérez : Pedro García
- José Luis Zuleta : Cesar Sandoval
- Bebsabé Duque : Ginet Alarcón
- Belén Peláez : Julia Bastardo
- Gioia Arismendi : Purita
- Yenny Valdéz : Nicosia
- Regino Jiménez :
- Claudia La Gatta : Cherryl
- Patricia Schwarzgruber : Victoria Valladares "Vicky"
- Erika Schwarzgruber : Rina Lombardi
- Pamela Djalil : Pamela
- Lance Dos Ramos : Saúl Lombardi
- Milena Torres : Corina
- Michelle Naseff : Karina Lombardi Alarcón
- Alejandro Rodríguez : Carlos "Carlitos" Lombardi Alarcón
- Henderson Alejandro Vega :